# Стейн, Крис
Кристофер «Крис» Стейн (род. 5 января 1950) — американский гитарист, сооснователь группы Blondie. Соавтор песен Heart of Glass, Dreaming.
С 1982 по 1984 годы руководил музыкальным лейблом Animal Records.

## Личная жизнь
Родился в Бруклине в еврейской семье. Родители были атеистами и коммунистами, познакомились на партсобрании.
Стейн посещал Midwood High School в Бруклине, в которой до этого учился Вуди Аллен. Из школы Стейна исключили за длинные волосы.
В 1973 году стал гитаристом группы The Stillettoes, куда позже пришла вокалистка Дебора Харри — почти сразу у Дебби и Криса начались романтические отношения. В 1974 году они покинули The Stillettoes и основали группу Blondie. В середине 1980-х Деборе, так же как и самому Крису, пришлось на несколько лет уйти со сцены, чтобы заботиться о его здоровье — в 1983 году у него был обнаружен пемфигус, редкое аутоиммунное заболевание кожи. В 1989 году Дебби и Крис расстались, но продолжили сотрудничать в составе Blondie.
В 1999 году женился на актрисе Барбаре Сикуранзе. У пары две дочери.
В 2006 году в составе группы Blondie Стейн был включён в Зал славы рок-н-ролла.

### Фотография
Также Крис известен как фотограф, запечатлевший музыкальную сцену Нью-Йорка 1970-х. Как фотограф он сотрудничал с Энди Уорхолом и Хансом Руди Гигером.